# Masaru Kurotsu
Masaru Kurotsu (jap. 黒津 勝 Kurotsu Masaru; ur. 20 sierpnia 1982) – japoński piłkarz występujący na pozycji napastnika. Obecnie występuje w J.FC Miyazaki.

## Kariera klubowa
Od 2001 roku występował w klubach Kawasaki Frontale, Yokohama FC i Gainare Tottori.